# Encyklopedija sučasnoï Ukraïny
Encyklopedija sučasnoï Ukraïny (in ucraino Енциклопедія сучасної України?; lett. "Enciclopedia dell'Ucraina moderna") è un'enciclopedia multi-volume nazionale dell'Ucraina e degli ucraini che copre il periodo storico dall'inizio del XX secolo in poi. Viene redatta dall'Istituto di ricerca enciclopedica dell'Accademia nazionale delle scienze dell'Ucraina in collaborazione con la Società Scientifica Ševčenko.

## Storia
L'idea di realizzare un'enciclopedia di carattere nazionale è nata negli ambienti intellettuali dopo l'indipendenza dell'Ucraina dall'Unione Sovietica nel 1991. La pubblicazione del primo volume, in forma cartacea, è avvenuta nel 2001 a cura dell'Istituto di ricerca enciclopedica dell'Accademia nazionale delle scienze dell'Ucraina e della Società Scientifica Ševčenko. Nel 2014 è iniziata la pubblicazione dei contenuti online.